# Mateus 5:13

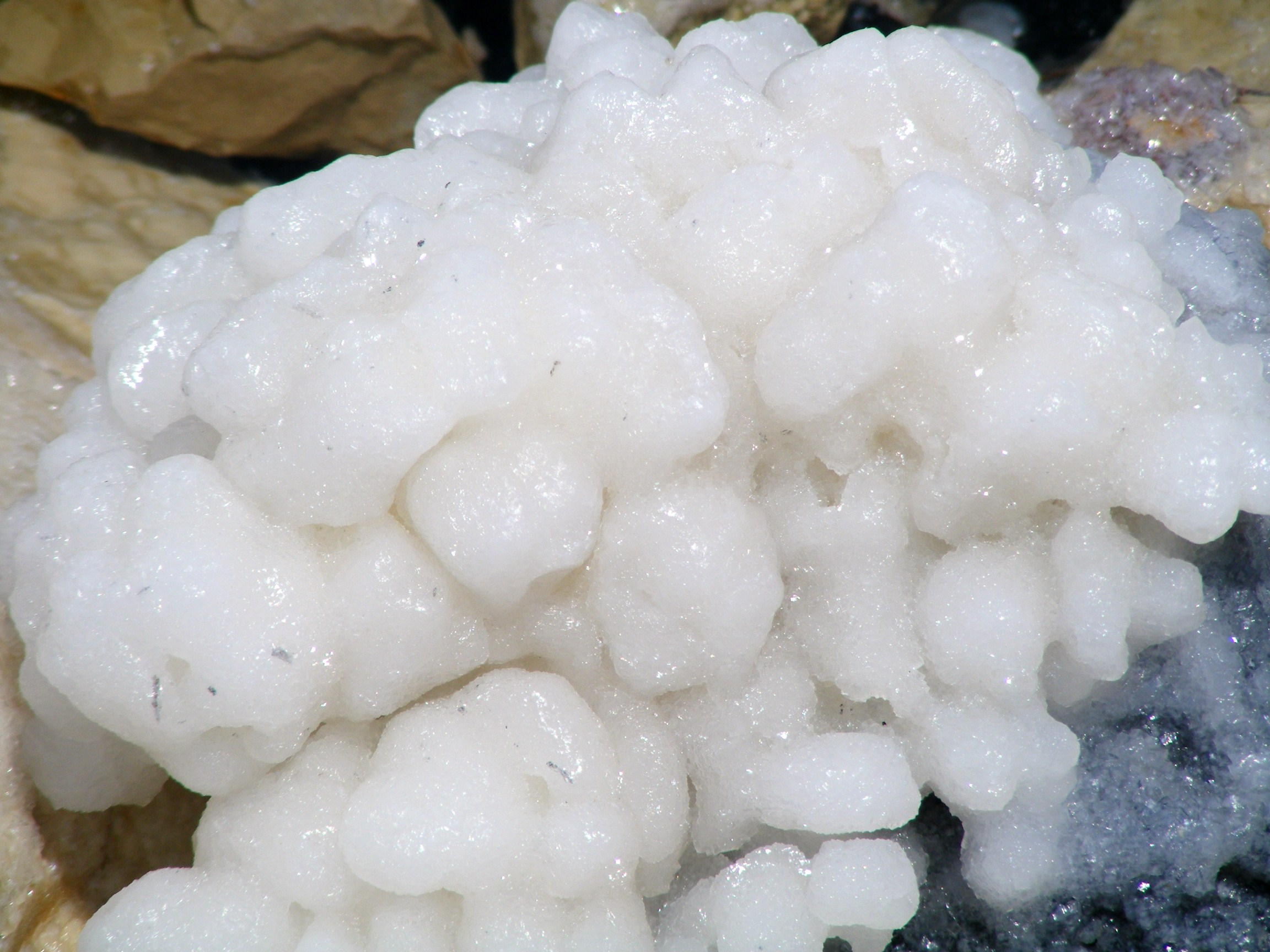
O sal do Mar Morto

Mateus 5:13 refere-se ao décimo terceiro verso do quinto capítulo do Evangelho de Mateus no Novo Testamento. Trata-se de um trecho do Sermão da Montanha, no qual uma série de metáforas foi estabelecida nas oito bênçãos dos bem-aventurados.

## Sal como metáfora
O verso de Mateus tem paralelo em Marcos 9:50 e Lucas14:34-35. Há, no entanto, diversas referências ao sal no Velho Testamento. Levítico 2:13 e Números 18:19 apresentam o sal como um símbolo da aliança com Deus.
Nesta metáfora Jesus compara a ação do sal à atuação dos seus seguidores neste mundo. No tempo de Jesus o sal tinha um papel fundamental na preservação dos alimentos, além de dar sabor. A lição de Jesus através desta metáfora basicamente diz que tal como o sal preserva e dá sabor aos alimentos, seus seguidores devem combater a deterioração moral e dar sabor a este mundo.
Em língua portuguesa, o trecho 
Vós sois o sal da terra.
Ora, se o sal perde o sabor, com que lhe será restituído o sabor?
Para nada mais serve senão para ser lançado fora e calcado  pelos homens.
O original, em grego, apresenta-se como:
Ὑμεῖς ἐστε τὸ ἅλας τῆς γῆς· ἐὰν δὲ τὸ ἅλας μωρανθῇ, 
ἐν τίνι ἁλισθήσεται; εἰς οὐδὲν ἰσχύει ἔτι εἰ
μὴ βληθὲν ἔξω καταπατεῖσθαι ὑπὸ τῶν ἀνθρώπων.
A tradução para o inglês na Bíblia do Rei Jaime, por sua vez:
Ye are the salt of the earth: but if the salt have lost his
savour, wherewith shall it be salted? it is thenceforth good
for nothing, but to be cast out, and to be trodden under foot of men.